# Jeremy Irvine
Jeremy Irvine (født Jeremy Smith; 1990) er en engelsk skuespiller.
Irvine havde i 2011 hovedrollen i Steven Spielbergs episke krigsfilm War Horse, der blev nomineret til seks Oscars. og fem BAFTA Awards. Filmen blev en succes og gjorde med ét Irvine til en stjerne. Han anses som en af de mest talentfulde yngre skuespillere og modtog rosende anmeldelser for sin rolle i filmen Now Is Good.

## Medvirken i film
| År   | Titel                       | Rolle            | Notes |
| ---- | --------------------------- | ---------------- | --- |
| 2009 | Life Bites                  | Luke             | TV serie; 12 afsnit |
| 2011 | War Horse                   | Albert Narracott | Nomineret - London Film Critics' Choice Award for Young British Performer of the Year Nomineret Empire Award for Best Male Newcomer |
| 2012 | Now Is Good                 | Adam             | |
| 2012 | Great Expectations          | Pip              | |
| 2013 | The Railway Man             | Ung Eric Lomax   | |
| 2014 | A Night in Old Mexico       | Gally            | |
| 2014 | The World Made Straight     | Travis           | Post-production |
| 2015 | Fallen                      | Daniel Grigori   | Under optagelse |
| 2018 | Mamma Mia! Here We Go Again | unge Sam         | |